# Basketball under sommer-OL 2020
Basketball under Sommer-OL 2020 blev afviklet over fire konkurrencer med deltagelse af i alt 352 udøvere. Konkurrencerne er den traditionelle holdkonkurrence samt den nye disciplin 3 mod 3, som oftest blot forkortes til 3x3.. Traditionelt basketball var første gang med på det olympiske program ved sommer-OL 1936 i Berlin men kun for herrer. Første gang damerne kom med på programmet var ved sommer-OL 1976 i Montreal.

## Turneringsformat

### Traditionel holdkonkurrence
Til den traditionelle holdkonkurrence er der kvalificeret 12 nationer for såvel herrer og damer. Et hold består af 12 spillere, hvoraf der anvendes 5 spillere på banen af gangen. I hver turnering er holdene fordelt i to puljer med seks hold i hver. De fire bedst kvalificerede i hver fortsætter til slutspillet med kvartfinaler, semifinaler og finale.

### 3 mod 3
I den nye 3x3 disciplin er der 4 hold med for både herrer og damer. Hvert hold består af 4 spillere, hvoraf de 3 er på banen samtidig. Kampene spilles udendørs på en bane, der er halv størrelse af de traditionelle basketball baner. Samtidigt spilles der kun med én kurv. Bolden, der spilles med, er speciel og ikke identisk med en normal basketball, da 3x3 er et hurtigere spil. Spillet afvikles meget hurtigt og vinderen er det hold, der først når 21 points eller det hold, der har flest points efter 10 minutter. Der er kun 12 sekunder til hvert angreb, så bolden skifter side hele tiden og spillet fortsætter uden afbrydelser efter hver scoring. Scoren i kampene er generelt som i traditionel basketball, hvor hver bold i kurven giver ét point, hvis der er skudt indenfor 6,75 meter ringen og to points, hvis bolden skydes udenfor ringen. For at en scoring tæller skal bolden have været udenfor 6,75 meter ringen i pågældende angreb. Ud over ovenstående specielle forhold spilles kampene, stort set, efter de samme regler, som traditionel basketball med straffekast, fejl m.v.

## Medaljefordeling

### Medaljevindere
| Event       | Guld | Sølv | Bronze |
| ----------- | --- | --- | --- |
| Herrer hold | USA · Bam Adebayo · Devin Booker · Kevin Durant · Jerami Grant · Draymond Green · Jrue Holiday · Keldon Johnson · Zach LaVine · Damian Lillard · JaVale McGee · Khris Middleton · Jayson Tatum        | Frankrig · Andrew Albicy · Nicolas Batum · Petr Cornelie · Nando de Colo · Moustapha Fall · Evan Fournier · Rudy Gobert · Thomas Heurtel · Timothé Luwawu-Cabarrot · Frank Ntilikina · Vincent Poirier · Guerschon Yabusele | Australien · Aron Baynes · Matthew Dellavedova · Dante Exum · Chris Goulding · Josh Green · Joe Ingles · Nick Kay · Jock Landale · Patty Mills · Duop Reath · Nathan Sobey · Matisse Thybulle                                 |
| Herrer 3x3  | Letland · Agnis Čavars · Edgars Krūmiņš · Kārlis Lasmanis · Nauris Miezis | ROC Ilia Karpenkov Kirill Pisklov Stanislav Sharov Alexander Zuev | Serbien · Dušan Domović Bulut · Dejan Majstorović · Aleksandar Ratkov · Mihailo Vasić |
| Damer hold  | USA · Ariel Atkins · Sue Bird · Tina Charles · Napheesa Collier · Skylar Diggins-Smith · Sylvia Fowles · Chelsea Gray · Brittney Griner · Jewell Loyd · Breanna Stewart · Diana Taurasi · A'ja Wilson | Japan · Himawari Akaho · Saki Hayashi · Rui Machida · Evelyn Mawuli · Saori Miyazaki · Yuki Miyazawa · Naho Miyoshi · Nako Motohashi · Moeko Nagaoka · Monica Okoye · Maki Takada · Nanaka Todo                             | Frankrig · Alexia Chartereau · Héléna Ciak · Alix Duchet · Marine Fauthoux · Sandrine Gruda · Marine Johannès · Sarah Michel · Endéné Miyem · Iliana Rupert · Diandra Tchatchouang · Valériane Vukosavljević · Gabby Williams |
| Damer 3x3   | USA · Stefanie Dolson · Allisha Gray · Kelsey Plum · Jackie Young | ROC Evgeniia Frolkina Olga Frolkina Yulia Kozik Anastasia Logunova | Kina · Wan Jiyuan · Wang Lili · Yang Shuyu · Zhang Zhiting |

### Medaljetabel
| Placering | Land       | Guld | Sølv | Bronze | Total |
| --------- | ---------- | ---- | ---- | ------ | ----- |
| 1         | USA        | 3    | 0    | 0      | 3     |
| 2         | Letland    | 1    | 0    | 0      | 1     |
| 3         | ROC        | 0    | 2    | 0      | 2     |
| 4         | Frankrig   | 0    | 1    | 1      | 2     |
| 5         | Japan      | 0    | 1    | 0      | 1     |
| 6         | Australien | 0    | 0    | 1      | 1     |
| 6         | Kina       | 0    | 0    | 1      | 1     |
| 6         | Serbien    | 0    | 0    | 1      | 1     |
| Total     | Total      | 4    | 4    | 4      | 12    |